# AGM-158 JASSM

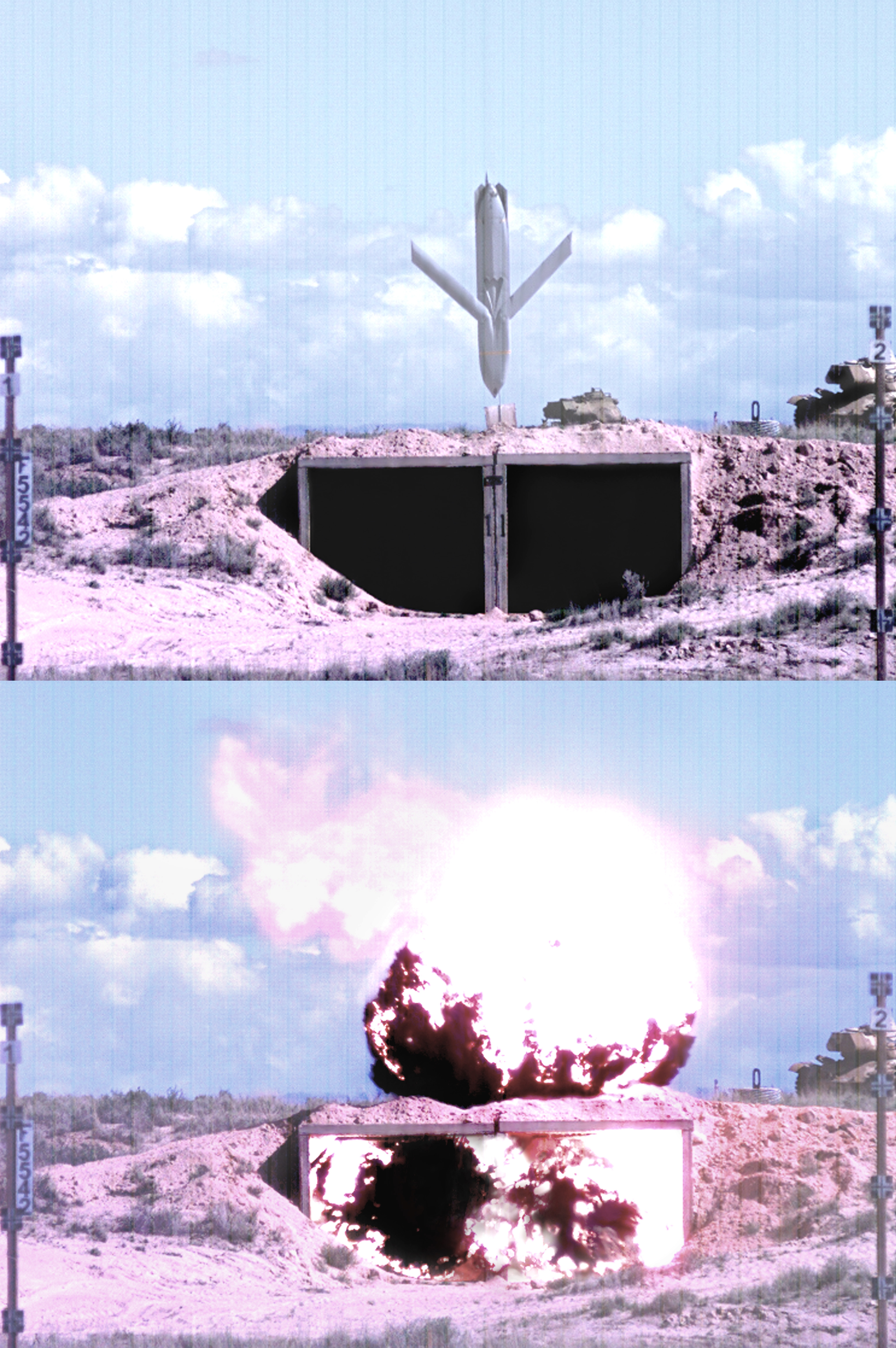
AGM-158 JASSM in un lancio prova contro un bunker corazzato nel 2009.

L'AGM-158 JASSM (Joint Air-to-Surface Standoff Missile) è un missile da crociera aria-terra a bassa osservabilità sviluppato negli Stati Uniti.

## Progetto
Il progetto JASSM nasce nel 1995 dopo la cancellazione del progetto AGM-137 TSSAM. Il TSSAM doveva essere un missile dotato di capacità stealth ad alta precisione per essere lanciato a raggi d'azione standoff, cioè da grande distanza di sicurezza, ma la cattiva gestione del progetto portò all'innalzamento dei costi. Le forze armate tuttavia annunciarono presto un altro progetto che avrebbe avuto gli stessi scopi. La prima gara (per due progetti) fu vinta da Lockheed Martin e McDonnell Douglas nel 1996, e le designazioni assegnate ai due missili furono, rispettivamente, AGM-158A e AGM-159A. L'AGM-158A della Lockheed Martin vinse un contratto per ulteriori sviluppi che fu firmato nel 1998.
L'AGM-158A ha per propulsore un turbogetto Teledyne CAE J402. Sull'aeromobile che lo trasporta, le sue ali sono ripiegate per diminuire l'ingombro, e si distendono al momento del lancio. C'è una sola coda verticale. Il missile possiede un sistema di navigazione inerziale che aggiorna i dati attraverso il Global Positioning System, mentre l'obiettivo viene trovato tramite un visore ad infrarossi. Un datalink permette al missile di trasmettere la sua posizione ed il suo stato durante il volo. L'affidabilità dell'AGM-158 è stata messa in questione in occasione di alcuni insuccessi (si veda la sezione sui test) e si è addirittura pensato di abbandonare il programma. La testata è una WDU-42/B da 450 kg.
Il JASSM viene trasportato e aviolanciato da distanza di sicurezza da velivoli quali l'F-15E, l'F-16, l'F/A-18, l'F-35, il B-1B, il B-2 ed il B-52.

## Test
Nel 1999 cominciarono le sperimentazioni in volo del missile, che ebbero successo e la produzione del JASSM cominciò nel mese di dicembre del 2001. I test operativi e la valutazione iniziarono nel 2002. Quell'anno, due missili fallirono i test e il progetto fu ritardato per due mesi prima di completare lo sviluppo nell'aprile 2003. Altri due lanci fallirono, questa volta per colpa del velivolo che li sganciò e per problemi al motore.
Nel luglio 2007, il Pentagono approvò uno stanziamento da 68 milioni di dollari per migliorare l'affidabilità e per una nuova certificazione del JASSM. Una decisione riguardo al fatto di continuare o no con l'AGM-158 è stata rinviata alla primavera del 2008.
La Lockheed si è detta d'accordo a migliorare il missile a proprie spese e ha rafforzato i suoi processi di fabbricazione.
Il 27 agosto 2009, David Van Buren, assistente segretario dell'Aeronautica per gli acquisti, ha detto che ci sarà una pausa nella produzione del JASSM mentre saranno eseguiti nuovi test.

### Vendite all'estero
La Finlandia ha programmato di comprare i missili JASSM per i suoi F/A-18 Hornet. Nel febbraio 2007 gli Stati Uniti rifiutarono di venderli. Questo episodio portò a speculazioni sui media finlandesi sullo stato delle relazioni diplomatiche tra Finlandia e Stati Uniti.
La Corea del Sud ha annunciato che sta programmando di equipaggiare gli F-15K Slam Eagles con i JASSM entro il 2010 o il 2011.

## Operatori
Stati Uniti
- La United States Air Force vorrebbe acquistare fino a 3700 AGM-158.
- La United States Navy originariamente ha pianificato di acquistarne 450, ma ha poi rinunciato in favore del progetto SLAM-ER.[7]

 Australia
- Il 28 febbraio 2006, il governo australiano ha annunciato di voler equipaggiare con i JASSM gli F/A-18 della Royal Australian Air Force.[8]

 Paesi Bassi
- Il 27 novembre 2007, il governo olandese ha annunciato di voler valutare il JASSM prima di decidere se adoperarlo sui suoi F-16.

 Polonia
- Il 11 dicembre 2014, il governo polacco ha firmato un accordo per fornire i JASSM agli F-16 della Siły Powietrzne.[9]

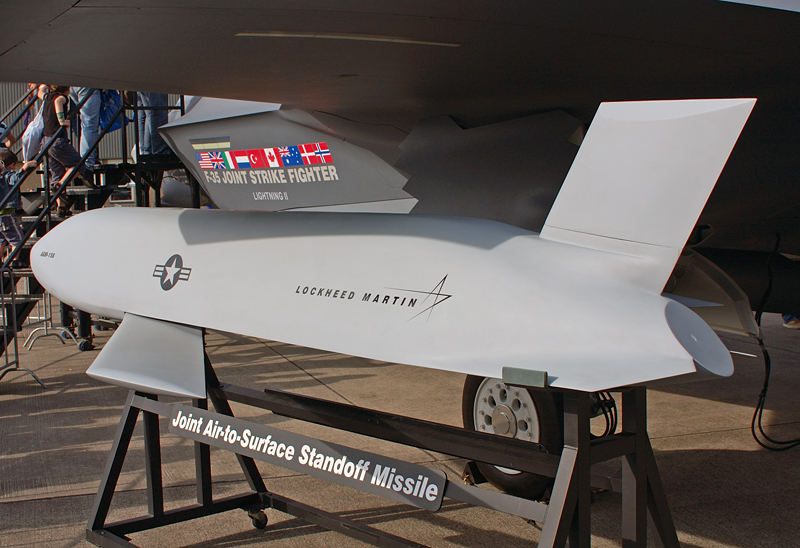
Un mock-up del JASSM alla base aerea olandese di Leeuwarden nel 2008

## Miglioramenti
L'USAF sta studiando diversi miglioramenti all'AGM-158, come una testata a sub-munizioni o un nuovo motore che gli dia un raggio d'azione che superi i 1 000 km.
Il JASSM-Extended Range (JASSM-ER) ha ricevuto nel 2002 la designazione AGM-158B. Con un motore migliore e più carburante a disposizione, pur mantenendo le stesse dimensioni, il JASSM-ER raggiunge le 500 miglia marine, a differenza del JASSM che ne raggiunge solo 200. Il primo test è stato eseguito il 18 maggio 2006 con un missile lanciato da un B-1 al White Sands Missile Range nel Nuovo Messico. Nel 2006, l'introduzione del JASSM-ER fu messa in programma per il 2009.